# يورن بيرخاوت
يورن بيرخاوت (بالهولندية: Jorn Berkhout)‏ هو لاعب كرة قدم هولندي، ولد في 18 مارس 2002 في هيرهوخوفارد في هولندا.

## وصلات خارجية
- يورن بيرخاوت على موقع قاعدة بيانات كرة القدم.إي يو (الإنجليزية)
- يورن بيرخاوت على موقع Soccerway.com (الإنجليزية)